# Le Prince des jouets
 (janvier 2014).
Si vous disposez d'ouvrages ou d'articles de référence ou si vous connaissez des sites web de qualité traitant du thème abordé ici, merci de compléter l'article en donnant les références utiles à sa vérifiabilité et en les liant à la section « Notes et références ».
Pour plus de détails, voir Fiche technique et Distribution.
Le Prince des jouets (The Toy Warrior) est un téléfilm de Noël d'animation franco-sud-coréen réalisé par Kyungwon Lim et diffusé en 2005.

## Synopsis
Parce qu'il préfère jouer avec ses jouets d'enfant plutôt que de faire du sport et de draguer les filles, Jinoo a du mal à se faire des amis de son âge. Malgré cela, il rêve de s'acheter le Toy Warrior, un jouet magnifique que le jeune garçon idolâtre, mais dont la production a malheureusement été arrêtée avant sa mise en vente à cause d'un défaut dans sa conception. Le monde s'effondre pour Jinoo.
Un matin, une nouvelle élève nommée Sherry, ressemblant étrangement à la poupée Princesse Sherbet, arrive dans la classe de Jinoo. Ce dernier découvre alors bien vite que sa nouvelle camarade n'est pas tout à fait comme les autres.

## Distribution

### Voix anglaises
- Mona Marshall : Jinoo
- Julie Maddalena (en) : Princesse Sherbert
- Mari Daniel (en) : Ping
- Ron Allen (en) : RJ
- Richard George : Le Dark Warrior
- Dick Smallberries, Jr. : Jason
- Rafael Antonio (en) : Billy
- John Smallberries (en) : Mr Liverstone
- Joey D'Auria (en): Grand-père
- Joan-Carol O'Connell (en) : La mère de Jinoo
- Jim Taggert : Le père de Jinoo
- Beau Billingslea (en) : Le directeur
- Michael Sorich (en) : Ciao et La Montre joyeuse
- Jane Allen (en), Ardwight Chamberlain (en) et Jennifer Sekiguchi (en) : Voix additionnelles